# Rita Gorr
Rita Gorr, nome d'arte di Marguerite Geirmaert (Zelzate, 18 febbraio 1926 – Dénia, 22 gennaio 2012), è stata un mezzosoprano e contralto belga.

## Biografia
Studiò canto a Gand e a Bruxelles con Jeanne Pacquot d'Assy e Germaine Hoerner e nel 1946 vinse un concorso a Verviers, debuttando quello stesso anno ad Anversa come Fricka ne La valchiria.
Tra il 1949 e il 1952 divenne un membro fisso del Teatro dell'Opera di Strasburgo e nel 1952 vinse il concorso di Losanna, che le schiuse le porte dell'Opéra-Comique e del Palais Garnier di Parigi.
In breve tempo ottenne notorietà internazionale: nel 1958 debuttò a Bayreuth, nel 1959, ancora a Parigi, fu Amneris accanto all'Aida di Renata Tebaldi e apparve alla Royal Opera House di Londra; nel 1960 esordì alla Scala e il 17 ottobre 1962 al Metropolitan Opera di New York. Apparve successivamente a Roma, Vienna, Barcellona, Lisbona, conducendo una carriera protrattasi a pieno ritmo fino ai settant'anni e oltre.
Calcò il palcoscenico per l'ultima volta nel 2007, all'età di 81 anni, a Gand ed Anversa in alcune recite de La dama di picche, nel ruolo della Contessa 
Dotata di una voce scura ed estesa, grazie alla notevole versatilità si distinse in un repertorio variegato, comprendente i tre principali filoni operistici,  italiano, francese e tedesco.

## Repertorio
- Camille Saint-Saëns: Samson et Dalila (Dalila)
- Claude Debussy: Pelléas et Mélisande (Genéviève)
- Francesco Cilea: Adriana Lecouvreur (Principessa di Bouillon)
- Francis Poulenc: Les dialogues des carmélites (Mère Marie)
- Georges Bizet: Carmen (Carmen)
- Luigi Cherubini: Medea (Medea)
- Giuseppe Verdi: Aida (Amneris) - Don Carlo (Eboli) - Il trovatore (Azucena), Un ballo in maschera (Ulrica)
- Jules Massenet: Werther (Charlotte), Erodiade (Erodiade)
- Pëtr Il'ič Čajkovskij: Pikovaya dama (La Contessa)
- Pietro Mascagni: Cavalleria rusticana (Santuzza)
- Richard Wagner: Das Rheingold (Fricka) - Die Meistersinger von Nürnberg (Magdalene) - Die Walküre (Fricka) - Götterdämmerung (Waltraute) - Lohengrin (Ortrud) - Tannhäuser (Venus) - Tristan und Isolde (Brangania)
- Richard Strauss: Il cavaliere della rosa (Ottaviano)

## Discografia

### Incisioni in studio
- Pelléas et Mélisande, con Xavier Depraz, Michel Roux, Janine Micheau, dir. Jean Fournet - Philips 1953
- I dialoghi delle Carmelitane, con Denise Duval, Denise Scharley, Xavier Crespin, Liliane Berton, Max Conti, dir. Pierre Dervaux - EMI 1958
- La valchiria, con Jon Vickers, Grè Brouwenstjin, Birgit Nilsson, David Ward, George London, dir. Erich Leinsdorf - RCA 1961
- Mèdèe, con Guy Chauvet, Renè Esposito, Renè Bianco, dir. Georges Prêtre - Columbia/EMI 1961
- Aida, con Leontyne Price, Jon Vickers, Robert Merrill, Giorgio Tozzi, dir. Georg Solti - Decca 1961
- Samson et Dalila, con Jon Vickers, Ernest Blanc, Anton Diakov, dir. Georges Prêtre - EMI 1962
- Lohengrin, con Sándor Kónya, Lucine Amara, Jerome Hines, dir. Erich Leinsdorf - RCA 1966

### Registrazioni dal vivo
- Aida, con Leontyne Price, Carlo Bergonzi, Mario Sereni, Cesare Siepi, dir. Thomas Schippers - Met 1963 ed. Myto
- Don Carlo, con Bruno Prevedi, Boris Christoff, Gwyneth Jones, Peter Glossop, dir. Edward Downes - Londra 1966 ed. House of Opera/Oriel